# Den Europæiske Fødevaresikkerhedsautoritet
Den Europæiske Fødevaresikkerhedsautoritet (engelsk: European Food Safety Authority (EFSA)) er et EU agentur, der  leverer uafhængige, videnskabelige udtalelser til Europa-Kommissionen inden for områder, som har direkte eller indirekte at gøre med fødevaresikkerhed. Den er oprettet som et særskilt organ, som er uafhængigt af andre EU-institutioner. EFSA blev grundlagt i februar 2002 og har hovedkvarter i Parma i Italien.
Arbejdet omfatter alle sider af fødevareproduktion og –forsyning fra planteproduktion over fodersikkerhed til opbevaring, levering og salg af fødevarer til forbrugerne. Man indsamler også oplysninger om nye, videnskabelige udviklinger og analyserer resultaterne, så fødevaresikkerhedsautoriteten kan vurdere og advare om for fødevarekæden. Den kan desuden foretage videnskabelige vurderinger af forhold, som har direkte eller indirekte betydning for fødevareforsyningen, dvs. spørgsmål vedrørende dyresundhed, dyrevelfærd og planters sundhed.
Den Europæiske Fødevaresikkerhedsautoritet afgiver desuden videnskabeligt begrundede udtalelser vedrørende nonfood- og foder-GMOer (genmodificerede organismer) og vedrørende ernæring i forbindelse med EU-lovgivningen. Den har lov til at kommunikere direkte med offentligheden vedrørende alle spørgsmål, som ligger inden for dens ansvarsområde.
Organet støtter sig på specialister, som er samlet i de følgende videnskabelige kommitéer:
- Den Videnskabelige Komité for Levnedsmidler
- Den Videnskabelige Komité for Foderstoffer
- Den Videnskabelige Komité for Veterinære Foranstaltninger med henblik på Folkesundheden
- Den Videnskabelige Komité for Planter
- Den Videnskabelige Komité for Dyrs Sundhed og Trivsel

## Eksterne links
- Den Europæiske Fødevaresikkerhedsautoritet – Indledning Arkiveret 10. april 2007 hos  Wayback Machine
- Regulation (ec) no 1829/2003 of the European Parliament and of the Council of 22 September 2003 on Genetically Modified Food and Feed Arkiveret 10. oktober 2007 hos  Wayback Machine